# Sigismund von Neukomm
Sigismund Ritter von Neukomm (Salisburgo, 10 luglio 1778 – Parigi, 3 aprile 1858) è stato un compositore e pianista austriaco.

## Biografia

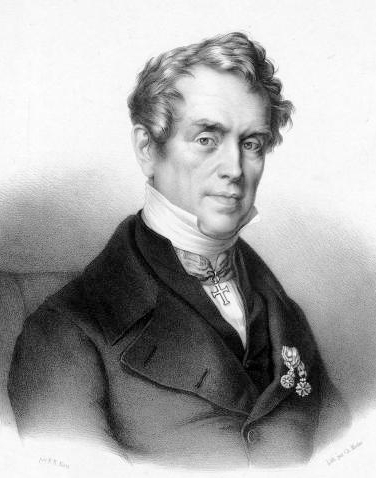
Sigismund von Neukomm

Neukomm era il figlio maggiore del maestro di scuola David Neukomm e di sua moglie Kordula Rieder. 
Da bambino ricevette lezioni di musica dall'organista della cattedrale di Salisburgo Franz Xaver Weissager. 
Ha studiato musica a Vienna, sotto la guida di Michael Haydn, filosofia e matematica all'Università di Salisburgo.
Nel 1792 diventò organista della chiesa dell'Università di Salisburgo, e quattro anni dopo fu nominato maestro di coro al teatro di corte.
All'età di 19 anni, nel marzo del 1797, Neukomm andò a Vienna.
Su raccomandazione di Michael Haydn, Neukomm diventò allievo e poi stretto collaboratore di Franz Joseph Haydn. 
Nei sette anni trascorsi a Vienna, dal 1797 al 1804, Neukomm impartì lezioni di pianoforte e di canto. I suoi studenti più famosi sono stati Anna Milder-Hauptmann e Franz Xaver Wolfgang Mozart.
Agli inizi del XIX secolo, si trasferì dapprima in Svezia e poi in Russia. A San Pietroburgo ottenne l'incarico di direttore del Teatro Tedesco, negli anni che vanno dal 1804 al 1809.
Ritornò per un breve periodo a Vienna per assistere Haydn nell'ultima sua fase di vita e poi partì per Parigi, dove strinse amicizia con i più importanti musicisti contemporanei e rientrò nella sfera di protezione di Talleyrand.
Nel 1816 si spostò in Brasile accolto dalla corte del futuro imperatore Pietro I, con il ruolo di direttore musicale e cinque anni dopo assieme al sovrano rientrò in Europa a causa della rivoluzione locale, soggiornando soprattutto a Parigi, e facendo tournée in Italia, Svizzera, Paesi Bassi e Gran Bretagna.
Le sue opere furono eseguite all'ingresso solenne del re Luigi XVIII. a Parigi dopo la vittoria su Napoleone Bonaparte, così come per commemorare le esecuzioni Luigi XVI. 
Fu nominato Cavaliere della Legion d'onore.
Tra le sue numerose composizioni, annoveriamo: sette oratori, quindici messe, cinque Te Deum, varie cantate in inglese, tedesco e italiano, Salmi, dieci opere tedesche, cinque ouverture e sette fantasie. Inoltre completano il suo ricco repertorio, musiche da camera, pezzi per organo, pianoforte e duecento romanze da camera in varie lingue.

## Opere principali

### Opere
- Die Nachtwächter, intermezzo, (Vienna, 1804);
- Die neue Oper der Schauspieldirektor, intermezzo, (Vienna, 1804);
- Alexander am Indus, opera, (San Pietroburgo, 1804);
- Musikalische Malerei, farsa, (Mosca, 1806);
- Arkona, melodramma, (Wurzbourg, 1808);
- Niobé, tragedia lirica, (Montbéliard, 1809);

### Musica vocale
- 48 Messe;
- 27 Offertoires;
- 2 Passioni;
- 11 Te Deum;
- 73 Mottetti;
- 236 Inni;

### Musica strumentale
- 1 Quintetto per clarinetto (o oboe) e archi op.8;
- 2 Sinfonie;
- 5 Ouvertures;
- Concerto per pianoforte;
- 6 Fantasie per orchestra.